# Kyrano
Kyrano is een personage uit de poppen-televisieserie Thunderbirds en de drie op deze serie gebaseerde films. Hij is de butler/huishouder van de familie Tracy en de vader van Tin-Tin.
David Graham verzorgde de stem van Kyrano in de televisieserie en de eerste twee films. In de live-actionfilm uit 2004 werd Kyrano gespeeld door Bhasker Patel.

## Biografie
Kyrano’s exacte leeftijd, en derhalve ook zijn geboortedatum, zijn niet bekend. Wel is bekend dat hij de zoon is van een rijke Maleisische plantagehouder. Hij is tevens de halfbroer van The Hood. Kyrano zou de plantage van zijn vader erven, maar The Hood pikte deze in. Dit maakte dat Kyrano de materiële wereld de rug toekeerde. Hij werd een expert op het gebied van botanie. Hij vond werk in Kew Gardens, waar hij o.a. adviezen gaf over Aziatische orchideeën.
Kyrano werd ingehuurd door het Kennedy Space Center om mee te helpen aan een project waarbij synthetische voeding voor astronauten uit planten kon worden gemaakt. Tijdens dit werk leerde hij Jeff Tracy kennen.
Later verhuisde Kyrano naar Parijs en werd chef-kok in het Hilton. Hier ontmoette hij Jeff Tracy weer, en accepteerde diens aanbod om mee te helpen aan International Rescue. Hij en zijn dochter Tin-Tin verhuisden naar Tracy Eiland.
Zonder het zelf te weten is Kyrano geregeld een pion in de plannen van zijn halfbroer, die via een voodooritueel hem in zijn macht kan nemen. Vaak doet The Hood dit enkel om informatie te verkrijgen, maar in de aflevering Martian Invasion dwong hij Kyrano om de cameradetector van Thunderbird 1 uit te zetten zodat The Hood de Thunderbirds onopgemerkt kon filmen.

## Film uit 2004
In de Thunderbirds-film uit 2004 werd Kyrano’s achternaam gegeven: Belagant. Het is niet bekend of dit ook Kyrano’s achternaam is in de televisieserie, sterker nog, in de aflevering Desperate Intruder blijkt Kyrano de achternaam van Tin-tin te zijn. In deze film was Kyrano’s vrouw, Tin-Tins moeder, nog in leven.